# 台所太平記
『台所太平記』（だいどころたいへいき）は、谷崎潤一郎の長編小説。戦前の1936年（昭和11年）から戦後の1963年（昭和38年）にかけ、家の台所仕事を担っていた歴代の女中たちの変遷の物語。本の文章を読み聞かせるなど一種の徒弟修行の教育的側面もあった彼女らとの主従関係に、『春琴抄』『痴人の愛』などの主題に通底する深層意識も垣間見られる作品で、戦後民主化に伴う封建的な家制度の解体や、失われてゆく存在への共感と哀惜が描かれている。ある階層の女性たちの生活文化史としても読める作品にもなっている。
1962年（昭和37年）10月28日号から1963年（昭和38年）3月10日号まで『サンデー毎日』に連載された。単行本は1963年（昭和38年）4月に中央公論社で刊行された。
同年に豊田四郎監督により映画化され、連続テレビドラマ化もされた。その後もドラマ化が度々行われた。

## 映画
豊田四郎監督により製作された日本映画。1963年（昭和38年）6月16日公開。
出演者
- 千倉磊吉：森繁久弥
- 百合：団令子
- 梅：乙羽信子
- 小夜：淡路恵子
- 鈴：池内淳子
- 万里：中尾ミエ
- 銀：大空真弓
- 節：水谷良重
- 駒：京塚昌子
- 千倉讃子：淡島千景
- 薬屋・花村：山茶花究
- 呉服屋・新田：西村晃
- 種村：松村達雄
- 医師・小島：若宮忠三郎
- 園田光雄：小沢昭一
- 光雄の母：飯田蝶子
- 看護婦長・本山：都家かつ江
- 内田朝雄
- 中原成男
- 松本染升
- 種：万代峰子[5]
- 安吉：フランキー堺（特別出演）
- 長谷川清造：三木のり平（特別出演）
- 初：森光子（特別出演）

併映作品
- 『イチかバチか』
  - 原作：城山三郎／脚本：菊島隆三／監督：川島雄三／主演：伴淳三郎
  - ※川島監督の遺作。

## テレビドラマ

### 1963年版
1963年（昭和38年）11月9日から1964年（昭和39年）3月28日まで日本テレビ系列で放送。全21回。武田薬品工業の一社提供。
放送時間は毎週土曜21:00 - 21:30（JST）。
キャスト
- 柳永二郎
- 淡島千景
- 乙羽信子
- 関千恵子
- 市川和子
- 三条美紀
- ほか

スタッフ
- 主な脚本：八住利雄
- 主な演出：池田義一
- 制作：NTV

### 1970年版
1970年6月29日から同年7月10日まで、NHK総合テレビジョンの『銀河ドラマ』（後の『銀河テレビ小説』）で放送。全10回。
キャスト
- 京マチ子
- 益田喜頓
- 藤間紫
- 長山藍子
- 石橋エータロー
- 吉沢京子

スタッフ
- 脚本：松山善三
- 演出：清水満

### 1974年版
- 『めしはまだか!』NET（現：テレビ朝日）
  - 1974年（昭和49年）4月6日-9月28日

### 1982年版
1982年4月22日、よみうりテレビ制作・日本テレビ系列の『木曜ゴールデンドラマ』で放送。脚本の平岩弓枝と、主演の十七代目中村勘三郎は、1974年版でも担当・主演していた。
キャスト
- 磊吉：十七代目中村勘三郎
- 讃子：新珠三千代
- まし：一の宮あつ子
- 園佳也子
- 山本みどり
- 大和田伸也
- 田坂都
- 松原千明
- 稲垣美穂子
- 岡本信人
- 立原博
- 上条慎吾
- ほか

スタッフ
- 脚本：平岩弓枝
- 演出：山像信夫
- 制作：よみうりテレビ

| 日本テレビ系列 土曜21時台前半枠                                   | 日本テレビ系列 土曜21時台前半枠              | 日本テレビ系列 土曜21時台前半枠                                                    |
| 前番組                                                            | 番組名                                       | 次番組                                                                             |
| ----------------------------------------------------------------- | -------------------------------------------- | ---------------------------------------------------------------------------------- |
| 浮舟                                                              | 台所太平記 （1963年版）                      | プロ野球中継 （20:00 - 21:26）NNNニューススポット （21:26 - 21:30） 【30分繰下げ】 |
| NHK総合テレビジョン 銀河ドラマ                                    |                                              |                                                                                    |
| 孔雀の道                                                          | 台所太平記 （1970年版）                      | 大風呂敷                                                                           |
| よみうりテレビ制作・日本テレビ系列 木曜ゴールデンドラマ           |                                              |                                                                                    |
| 哀しみは女だけに4 ああ獄舎の母! 女子刑務所 涙の手配 （1982.4.15） | 台所太平記 〜おんな八人寄れば… （1982.4.22） | 運命の殺意 北信濃母子心中 （1982.4.29）                                            |